# Johann Gottfried Clemen

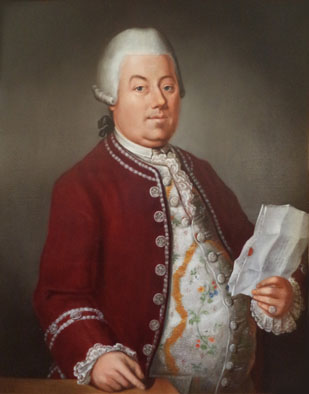
Johann Gottfried Clemen um 1771 (Künstler: Christian Lindner, 1728–1806)

Johann Gottfried Clemen (* 31. März 1728 in Döbeln; † 28. Januar 1785 in Paramaribo, Suriname) war ein deutscher Plantagenbesitzer.

## Jugend
Johann Gottfried Clemen war der dritte Sohn des Tuchmachermeisters Johann Gottlieb Clemen und dessen Ehefrau Susanna Maria, einer geborenen Burkhardt.
Das bescheidene Leben der Familie wurden mit dem großen Stadtbrand von Döbeln am 21. Juni 1730 grundlegend erschüttert, denn auch das kleine Haus der Familie in der Kirchgasse fiel den Flammen zum Opfer.

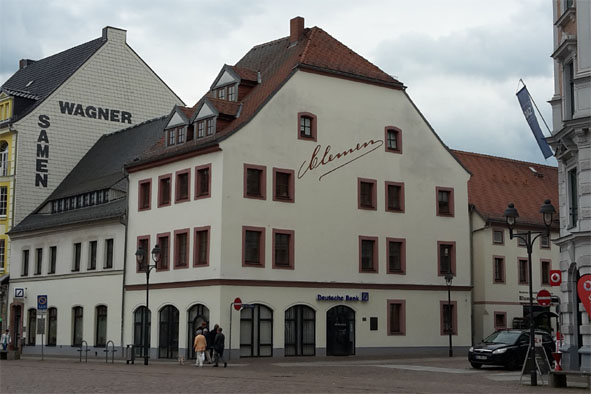
Clemenhaus in Döbeln, heute Obermarkt 9 / Straße des Friedens 1

Den zweijährigen Johann Gottfried und wohl auch dessen Geschwister konnte die Mutter im Zwinger, zwischen den Stadtmauern, in Sicherheit bringen. Nach diesem Unglück entstand ein neues Heim, in der späteren Zwingerstraße 15, welches allerdings vorerst mit Schulden belastet war.
Dem väterlichen Beruf war Clemen nicht wirklich zugetan, denn in späten Erinnerungen bemerkte er: „schon früh musste ich das Spulrad drehen, mehr als mir lieb war [und] nach der Schulzeit wurde der Webstuhl meine Welt, nicht zu meiner Freude, nur der Not gehorchend. Nach dreijähriger Lehrzeit machte ich vor Ostern 1745 mein Gesellenstück, eine rühmliche Ausnahme war es gerade nicht.“
Im Jahre 1745 begab er sich als 17-jähriger Tuchmachergeselle auf Wanderschaft. Zunächst führte der Weg in das nahe Freiberg, wo er „Auf der Rinne“ beim Tuchmacher Glöckner Arbeit und Unterkunft fand. Die weitere Wanderung ging über Chemnitz, Zwickau, Gera nach Arnstadt, wo zu dieser Zeit sein Bruder Gottlieb arbeitete. Zudem zwang Clemen eine nicht näher beschriebene Krankheit zu einem längeren Aufenthalt in dieser Stadt. Schließlich kam er allein über Erfurt und Goslar nach Hildesheim. Diese Richtungsänderung nach Norden ist wohl auch seinem zwischenzeitlichen Fernziel Dänemark geschuldet.

## Militärzeit
In Hildesheim kam Clemen allerdings mit holländischen Soldatenwerbern in Kontakt. Nach einigen Quellen soll sich der junge Mann angeblich mit einem der Werber „angefreundet“ haben. Dass diese Rekrutierungen oft ganz anders ausgesehen haben, ist allgemein bekannt.

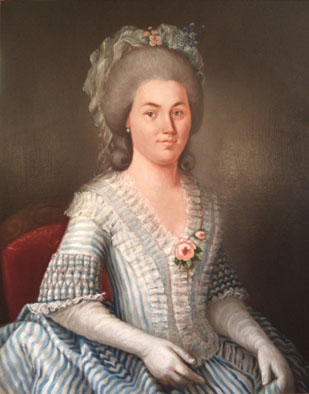
Anna Juliën mit etwa 30 Jahren (Künstler: Christian Lindner, 1728–1806)

Mit der Zahlung von 30 Gulden Handgeld und einer versprochenen Korporalstelle wurde er schließlich Soldat der Republik der Vereinigten Niederlande.
Im Zusammenhang mit dem Österreichischen Erbfolgekrieg nahm Clemen so am 2. Juli 1747 an der Schlacht bei Lauffeldt und zwischen April und Mai 1748 an der Belagerung von Maastricht teil.
Die Dinge in der niederländischen Armee entwickelten sich für Clemen zunächst wohl erwartungsgemäß, selbst die versprochene Korporalstelle hatte er inzwischen angetreten. Jedoch suchte er offensichtlich aus immer wieder aufflammenden Rivalitäten mit Kameraden einen gangbaren Ausweg. So muss ihm 1750 die Verlautbarung, dass man zur Bekämpfung aufständischer Sklaven in Suriname Freiwillige suchte, gerade Recht gekommen sein. Er meldete sich, sicher nicht ohne Abenteuerlust, zu diesem Dienst. Im Frühjahr 1750 verließ Clemen als Sergeant der niederländischen Armee Europa in Richtung Südamerika.
Nach einer gesund überstandenen zweimonatigen Überfahrt kam seine Einheit wie vorgesehen zum Einsatz. Das feuchtwarme, fieberschwere Klima und der ständige Guerillakrieg mit den entlaufenen Sklaven hatten eine hohe Sterberate in den Reihen des Expeditionskorps zur Folge. Nach etwa einem halben Jahr wurde Clemen in den Norden abkommandiert.

## In Suriname
Mit seinen Kameraden lag er nun auf der Plantage des Deutschen Johannes Meijs. Dort freundete er sich offensichtlich mit dem verwitweten und kinderlosen Plantagenbesitzer an, der ursprünglich aus Luckenwalde stammte. Dieser wollte ihn in seine Dienste aufnehmen. Die Entlassung aus dem Militär wurde jedoch erst nach Zahlung einer Auslösesumme von 55 Gulden durch Meijs im Jahre 1752 möglich. Auf der Plantage erlernte Clemen das nötige Rüstzeug für das Pflanzergeschäft und war bereits 1756 bei Meijs als Plantagendirektor tätig.
In dieser Zeit beginnen die ersten Unterstützungszahlungen an die Familie in Döbeln. Daraus entwickelte sich eine jährliche Zahlung, die er bis 1763 auf 320 Gulden erhöhte.
Nachdem Johann Gottfried Clemen auch als Direktor der Zuckerplantage „Hooyland“ am Commewijne tätig gewesen war, muss er offensichtlich noch vor 1763 bei der verwitweten Plantagenbesitzerin Anna Juliën diese Funktion ausgeübt haben. Ebenfalls in diese Zeit fällt seine Erbschaft einer Plantage, vermutlich die des inzwischen verstorbenen Meijs.
Ob die Kontaktanbahnung zu Anna Juliën der dem Meijs´schen Besitz relativ nahe gelegenen Plantage „Buyswyk“ noch durch Johannes Meijs selbst erfolgte, kann nicht belegt werden. Zu Anfang des Jahres 1763 ließ die Dame Johann Gottfried Clemen jedenfalls mit eindeutigen Heiratsabsichten zu sich bitten.
Am 4. Februar 1763 vermählte sich die bereits 58-jährige schließlich in dritter Ehe mit Johann Gottfried Clemen. Diese Heirat war für ihn mit einem gehörigen gesellschaftlichen Aufstieg verbunden, da die Familie der Anna Juliën zur surinamischen Oberschicht gehörte.
Elisabeth, eine Tochter Anna Juliëns aus einer früheren Ehe, heiratete am 20. August 1767 den in Amsterdam geborenen Jan Nepveu. Dieser Ehemann der nunmehrigen Stieftochter Johann Gottfrieds wurde im Jahre 1770 Gouverneur von Suriname.
Durch Landerwerb legte Clemen selbst zwei neue Plantagen mit den Namen „Saxen“ und „Clemensburg“ an. Eine weitere Plantage mit Namen „Döbeln“ war wohl in Planung, eine Umsetzung des Vorhabens kann jedoch nicht nachgewiesen werden. 1766 wurde er zum Hauptmann der örtlichen Bürgerwehr ernannt. Da die Familie Clemen Mitglied der lutherischen Kirche in Paramaribo war, bekleidete er auch dort verschiedene Positionen. Der Kontakt zu seiner Familie in Döbeln blieb über all die Zeit bestehen. Neben den bereits erwähnten finanziellen Unterstützungen fand offensichtlich auch ein reger Austausch über Handelsmöglichkeiten statt. Johann Gottfried Clemen förderte vor allem zwei seiner Neffen in Döbeln aus der Ferne, auch diese schlugen später entsprechende Wege in Suriname ein.

## Besuch in Döbeln

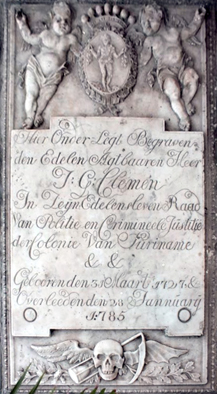
Grabplatte des Johann Gottfried Clemen in der Lutheraner Kirche Paramaribo

Nach Missverständnissen zwischen Clemen und einem Partner in Amsterdam fiel wahrscheinlich die Entscheidung für eine Reise nach Europa. Anhand der Schiffslisten kann seine Atlantiküberquerung von Paramaribo nach Amsterdam belegt werden. Er war Passagier des Schiffs Helena Anna, als er mit seinen farbigen Dienern Pieter und Februar, sowie einer Ladung aus Zucker, Kaffee und Baumwolle am 3. Mai 1771 seine Reise von Paramaribo in die Heimat antrat. Nach längerem Aufenthalt in Amsterdam, reiste Clemen schließlich in Richtung Döbeln ab und kam dort am 4. September 1771 unter großem Aufsehen an.
Da er während seines Aufenthaltes in Döbeln die meisten Verwandten und Freunde besuchte und dabei mit Geldgeschenken nicht geizig war, sorgte die teilweise sehr überschwängliche und idealisierende Tradierung der folgenden zwei Jahrhunderte dafür, dass die Person Johann Gottfried Clemen als sogenannter „Krösus von Döbeln“ in die örtliche Heimatliteratur eingegangen ist.
Am 20. Januar 1772 verließ Johann Gottfried Clemen seine Heimatstadt in Richtung Leipzig für immer. Auf der Rückreise ab Amsterdam mit der Adrichem sind allerdings nur Clemen und sein Diener Februar registriert, am 10. August 1772 kam das Schiff sicher in Paramaribo an. Sein Diener Pieter war bereits am 6. November 1771 als Passagier Pieter van Clemen mit der Onverwagt nach Paramaribo zurückgekehrt.

## Lebensende

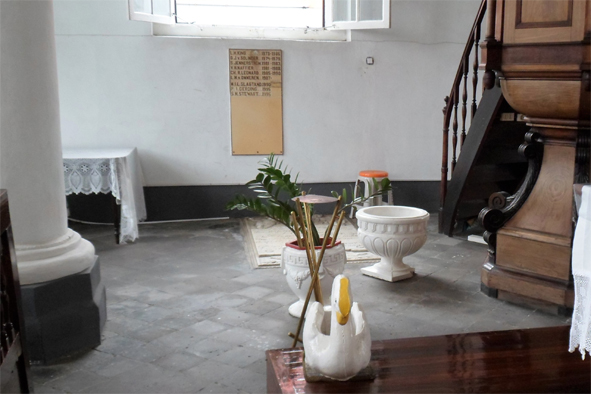
Grablege des Johann Gottfried Clemen in der Lutheraner Kirche Paramaribo (Mitte, hinten)

Am 28. Januar 1785 verstarb Johann Gottfried Clemen mit nur knapp 57 Jahren in Paramaribo ohne eigene Nachkommen zu hinterlassen. Seine noch heute (2019) bestehende Ruhestätte fand er in der dortigen Lutheraner Kirche.
In Suriname wurde um 1800 noch die, im Besitz der Clemen-Erben befindliche, Plantage „Saxen“ am Taporipa von J. C. Opitz, Mr. M. S. Schuster, Wolff und Brederode administriert. Aber auch die Plantagen „Clemensburg“ und „Buys en Vlijt“ sind 1801 auf Kartenwerken noch auszumachen.
Bereits seit 1820 fand man die Clemen-Erben nicht mehr als Eigentümer in den Almanachen von Suriname. Bei der Abschaffung der Sklaverei am 1. Juli 1863 waren die Plantagen längst verlassen und die Natur hatte sich das Gelände zurückerobert.

## Spätere Entwicklungen

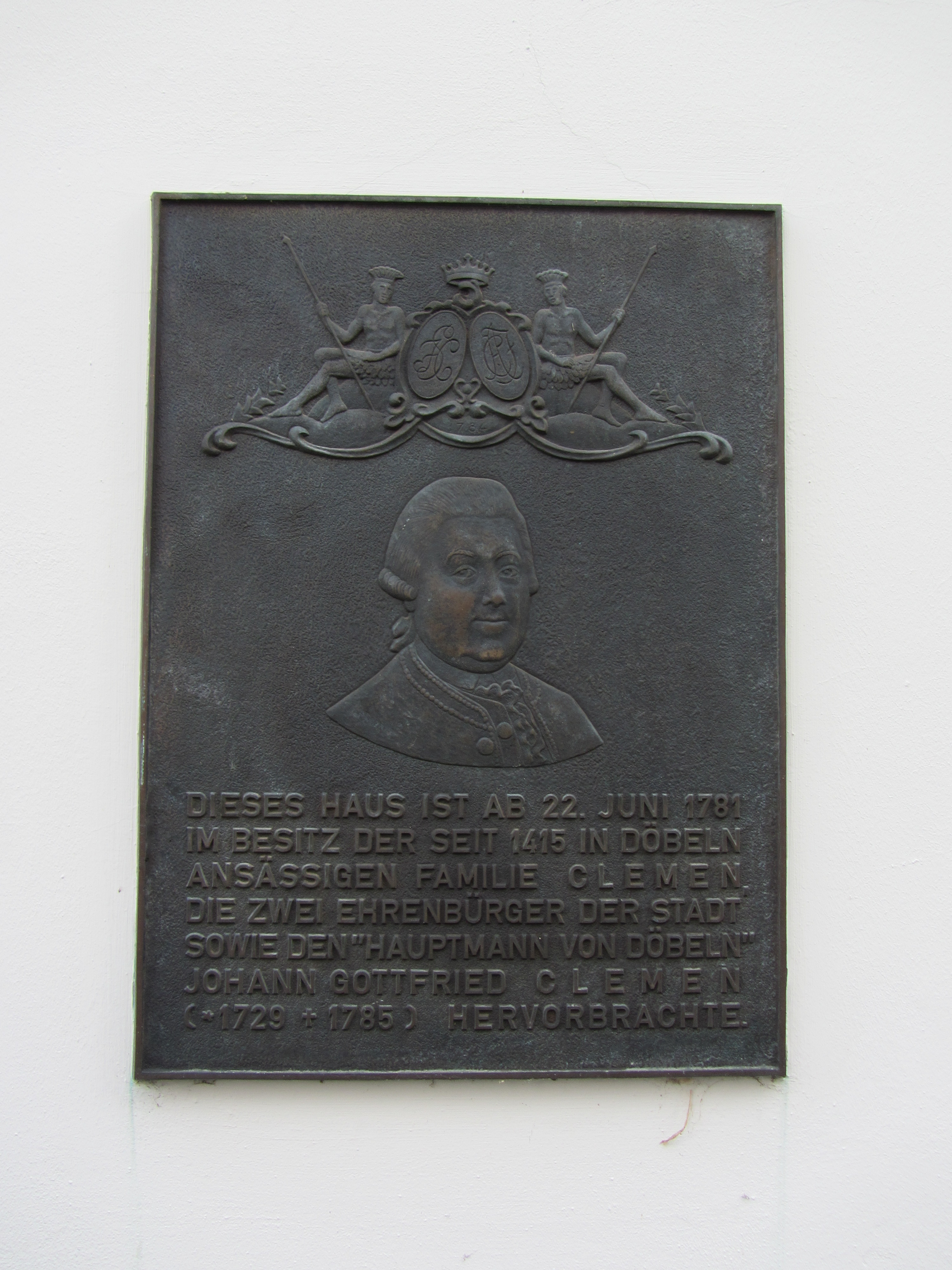
Gedenktafel für Johann Gottfried Clemen, Obermarkt 9, in Döbeln

Den Familiennamen Clemen dagegen finden wir auch in der Umkehrform Nemelc noch heute in Suriname. Dies hat genealogisch allerdings nichts mit der Döbelner Familie Clemen zu tun, sondern ist ein skurriles Überbleibsel der Kolonialzeit. Es war eine übliche Praxis, dass freigelassene Sklaven Fantasienamen oder auch die Namen ihrer alten "Besitzer" im Original oder in abgewandelter Form übernahmen.
Am 22. Juni 1781 kaufte Neffe August Friedrich Clemen in Döbeln ein Haus am heutigen Obermarkt 9 und wurde 1784 Mitglied der Kramerinnung. Mit der einhergehenden Geschäftsgründung und den entsprechenden Rohstoffquellen in Übersee, begann die Schokoladenfertigung der späteren Firma Clemen & Sohn in Döbeln. Das Unternehmen zog 1908 in die heutige Straße des Friedens 1–3 (Clemenhaus), 1911 entstand ein Fabrikneubau auf dem Burgstadel (heute Reichensteinstraße 9) und 1921 kam ein monumentales, vom bekannten Architekten Werner Retzlaff entworfenes, Fabrikgebäude dazu. Kurz vor dem 150-jährigen Jubiläum ging die Schokoladenfabrik 1934 in Konkurs. Die Zwangsversteigerung erfolgte am 14. Juni 1935. Das Porträt von Johann Gottfried Clemen zierte bis zuletzt die Verpackungen aus dem Hause Clemen.

## Ehrungen
Am westlichen Gebäudegiebel zum Obermarkt 9 (Clemenhaus) wurde, durch heutige Nachkommen und Gebäudeeigentümer der Familie, eine Gedenktafel aus Bronze für Johann Gottfried Clemen angebracht.

## Prominente Nachkommen der Familie Clemen, Döbeln
- Carl Clemen
- Christian August Julius Clemen
- Otto Konstantin Clemen
- Paul Clemen
- Robert Clemen